# الساحرة المراهقة سابرينا (مسلسل)
الساحرة المراهقة سابرينا (بالإنجليزية: Sabrina the Teenage Witch)‏ مسلسل تلفزيوني أمريكي يعتمد على كوميديا الموقف عرض على هيئة الإذاعة الأمريكية من 27 سبتمبر 1996 إلى 24 أبريل 2003 حيث تم تصوير 7 أجزاء بواقع 163 حلقة .

## القصة
تدور أحداث المسلسل حول سابرينا سبيلمان التي تكتشف بأنها ساحرة ومن عائلة ساحرات عريقة . تقيم مع عميتها هيلدا وزيلدا والقط المسحور سيلم وتبدأ في التعود على وضعها الجديد .

## الشخصيات
| الممثل(ة)        | الشخصية         | عدد الحلقات |
| ميليسا جوان هارت | سابرينا سبيلمان | 163         |
| نيك باكاي        | سيلم سيبرهاغن   | 163         |
| كارولاين ريا     | هيلدا سبيلمان   | 142         |
| بيث برودريك      | زيلدا سبيلمان   | 140         |
| نيت ريتشيرت      | هارفي كينكل     | 121         |
| جينا لي غرين     | ليبي تشيسلر     | 72          |
| سوليل مون فري    | روكسي كينغ      | 65          |
| إليسا دونوفان    | مورغان كافانوغ  | 59          |
| مارتن مول        | ويلارد كرافت    | 50          |
| ليندسي سلوان     | فاليري بيركهيد  | 45          |
| ---------------- | --------------- | ----------- |

## جوائز المسلسل
| السنة | المهرجان               | الجائزة                                               | الحاصل عليها     |
| 1997  | مهرجان الفنانين الصغار | أفضل ممثل شاب ضيف شرف في مسلسل تلفزيوني كوميدي        | سيث أدكينز       |
| 1997  | مهرجان الفنانين الصغار | أفضل ممثلة رئيسية شابة في مسلسل تلفزيوني كوميدي       | ميليسا جوان هارت |
| 1998  | مهرجان الفنانين الصغار | أفضل ممثلة رئيسية شابة في مسلسل تلفزيوني كوميدي       | ميليسا جوان هارت |
| 1998  | مهرجان الفنانين الصغار | أفضل مسلسل تلفزيوني كوميدي عائلي                      | المسلسل          |
| 1998  | مهرجان خيارات الأطفال  | أفضل ممثلة تلفزيونية                                  | ميليسا جوان هارت |
| 1998  | مهرجان خيارات الأطفال  | أفضل حيوان نجم                                        | القط سيلم        |
| 2000  | مهرجان خيارات الأطفال  | أفضل حيوان نجم                                        | القط سيلم        |
| 2003  | مهرجان الفنانين الصغار | أفضل ممثلة مساندة شابة في مسلسل تلفزيوني كوميدي/درامي | إميلي هارت       |
| ----- | ---------------------- | ----------------------------------------------------- | ---------------- |

## روابط خارجية
- الساحرة المراهقة سابرينا على موقع IMDb (الإنجليزية)
- الساحرة المراهقة سابرينا على موقع ميتاكريتيك (الإنجليزية)
- الساحرة المراهقة سابرينا على موقع كينوبويسك (الروسية)
- الساحرة المراهقة سابرينا على موقع ألو سيني (الفرنسية)
- الساحرة المراهقة سابرينا على موقع قاعدة بيانات الفيلم (الإنجليزية)